# Last Angel
Singles de Kumi Kōda, Tohoshinki
Ai no Uta
(2007) Anytime
(2007)
LAST ANGEL est le 38e single de Kumi Kōda en collaboration avec le groupe masculin Tohoshinki, sorti sous le label Rhythm Zone le 7 novembre 2007 au Japon. Il atteint la 3e place du classement de l'Oricon. Il se vend à 57 310 exemplaires la première semaine, et reste classé pendant 12 semaines, pour un total de 91 620 exemplaires vendus. Il sort en format CD et CD+DVD.
Last Angel a été utilisé comme thème musical pour la version japonaise du film Resident Evil: Extinction. Last Angel se trouve sur l'album Kingdom, les deux compilations, Best ~Third Universe~ et Out Works and Collaboration Best, et sur l'album remix Koda Kumi Driving Hit's 2 de Kumi Kōda; et sur l'album T des Tohoshinki dans une autre version.

## Liste des titres
| 1. | Last Angel feat.Tohoshinki                | Kumi Kōda, H.U.B. | Negin, Ian-Paolo Lira, Hugo Lira, Thomas Gustafsson | 3:52 |
| 2. | Dear Family                               | Kumi Kōda         | Tomokazu "T.O.M" Matsuzawa                          | 4:55 |
| 3. | Last Angel feat.Tohoshinki (instrumental) |                   | Negin, Ian-Paolo Lira, Hugo Lira, Thomas Gustafsson | 3:52 |
| 4. | Dear Family (instrumental)                |                   | Tomokazu "T.O.M" Matsuzawa                          | 4:51 |

| 1. | Last Angel feat.Tohoshinki |  |
| 2. | Making of                  |  |